# Contarinia sorbariaflora
Contarinia sorbariaflora är en tvåvingeart som beskrevs av Fedotova 2004. Contarinia sorbariaflora ingår i släktet Contarinia och familjen gallmyggor. Inga underarter finns listade i Catalogue of Life.